# (5731) Zeus
(5731) Zeus es un asteroide que forma parte de los asteroides Apolo, descubierto el 4 de noviembre de 1988 por Carolyn Shoemaker y por su esposo que también era astrónomo Eugene Shoemaker desde el Observatorio del Monte Palomar, Estados Unidos.

## Designación y nombre
Designado provisionalmente como 1988 VP. Fue nombrado Zeus en honor al dios Zeus, en principio era el dios del cielo y de los fenómenos atmosféricos, de los vientos, las nubes, la lluvia y el trueno. Más tarde Zeus, padre de los dioses (Atenea, Artemisa, Apolo, Ares y Dioniso) y los hombres, así como el dios supremo de los griegos, el protector de las leyes, la moral y el dispensador del bien y el mal.

## Características orbitales
Zeus está situado a una distancia media del Sol de 2,262 ua, pudiendo alejarse hasta 3,741 ua y acercarse hasta 0,7835 ua. Su excentricidad es 0,653 y la inclinación orbital 11,42 grados. Emplea 1243,13 días en completar una órbita alrededor del Sol.
Los próximos acercamientos a la órbita terrestre se producirán el 8 de diciembre de 2029, el 25 de octubre de 2036 y el 10 de abril de 2045.

## Características físicas
La magnitud absoluta de Zeus es 15,6. Tiene 5 km de diámetro y su albedo se estima en 0,031.